# Jankowice (Tarnowo Podgórne)
Jankowice (deutsch Johannesdorf) ist ein Dorf in Polen in der Woiwodschaft Großpolen und gehört zur Gmina Tarnowo Podgórne (Schlehen) im Powiat Poznański (Kreis Posen).
Auf dem Gebiet des Dorfes befindet sich das Schloss Johannesbach (Pałac w Jankowicach).
Das Dorf liegt an der Nationalstraße 92 von Tarnowo Podgórne nach Nowy Tomyśl.

## Geschichte
Jankowice wurde zu Beginn des 15. Jahrhunderts nach dem Magdeburger Recht begründet, was aus einem Rechtsstreit von 1402 hervorgeht. Das Dorf war anfangs im Besitz des polnischen Adels. Dokumente aus dem 16. Jahrhundert weisen auf das Vorhandensein einer Mühle, einer Schmiede und eines Gasthauses hin. Ende des 17. Jahrhunderts weist das Dorf zudem eine Windmühle und eine Kapelle auf. 
Von 1783 an gehörte Jankowice zum Kreis Posen in Preußen, von 1815 an bis 1918 zur Provinz Posen im 
Königreich Preußen. Im Jahre 1858 war Rudolf Palm der Besitzer. 1899 wurde in Jankowice eine weitere Kapelle begründet und Papst Leo XIII. erteilte das Recht, darin Messen lesen zu lassen. 
Von 1918 bis 1939 gehörte Jankowice zur Zweiten Polnischen Republik. 
Im Jahre 1935 wurde Jankowice ein Teil von Tarnowo Podgórne. Zu diesem Zeitpunkt war es im Besitz von Konstanty Dziewulski, dem Vorsitzenden der Christlich-Nationalen Arbeiterpartei (Chrześcijańsko-Narodowe Stronnictwo Rolnicze). 
Von 1939 bis 1945 gehörte Jankowice zum Reichsgau Wartheland, von 1945 bis 1989 zur Volksrepublik Polen.

## Das Schloss in Jankowice
Das Schloss in Jankowice wurde im Einfluss der Romantik mit ionischen Säulen und Balustrade um 1800 gebaut und die Rekonstruktion erfolgte im Jahre 1803 im Auftrage von Wawrzyńc Engeström, einem zu der Zeit ehemaligen schwedischen Gesandten bei König Stanislaus II. August Poniatowski. 

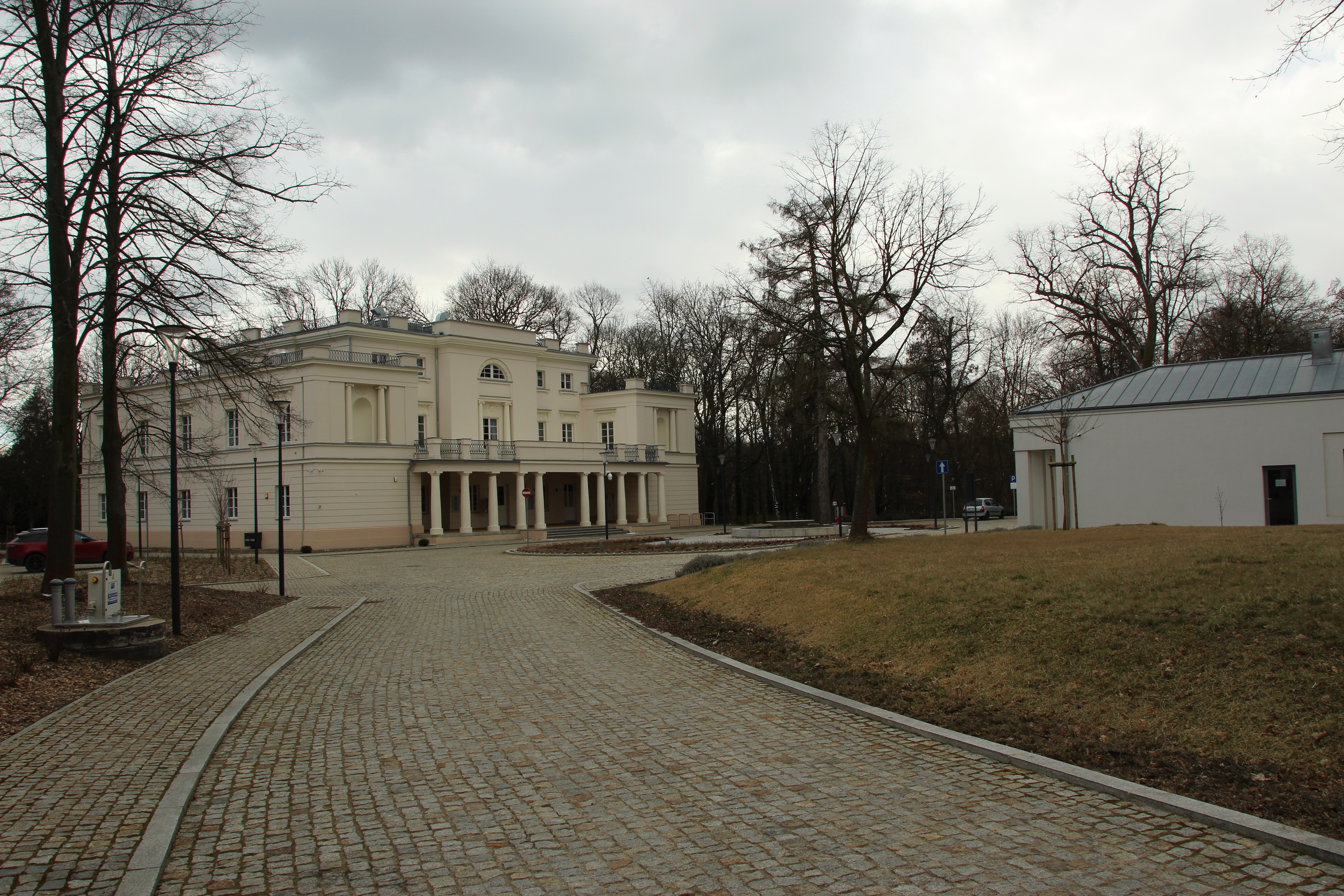
Schloss Johannesbach (Pałac w Jankowicach).

Mitte des 19. Jahrhunderts war das Schloss im Besitz des deutschen Unternehmers Rudolf Palm, der es an den deutschen Leutnant August Matthes verkaufte. In dieser Zeit wurde das Schloss erweitert, große Fenster eingesetzt, ein Wintergarten angebaut und eine Ziegelei in der Nähe. Das Schloss Johannesbach gehörte zum Rittergut Jankowice, das ein wohlbewirtschafteter landwirtschaftlicher Betrieb war im Kreis Posen-West. Im Jahre 1897 verkaufte Matthes das Gut mitsamt Schloss an den polnischen Grafen von Kwilecki, der es für seinen Sohn Stefan Teodor erwarb. Im Auftrage von Stefan Kwilecki baute Roger Sławski 1912 das Schloss um und fügte Seitenflügel an. 
Zwischen den Weltkriegen gehörte Charles de Gaulle zu den Gästen des Schlosses. 
Seit September 2017 beherbergt das Schloss eine Musikschule.

## Wirtschaft
Seit 1989 hat sich das Dorf wirtschaftlich bedeutend weiterentwickelt und beherbergt einen Lidl-Markt und Niederlassungen von Mondelēz International und Brenntag.